# Toshiba Pasopia 16
Toshiba Pasopia 16 (Pasopia 16 / T300 / PAP) је професионални рачунар, производ фирме Toshiba који је почео да се израђује у Јапану током 1982. године.
Користио је Intel 8088 као централни микропроцесор а RAM меморија рачунара Pasopia 16 је имала капацитет од 192 KB (до 256 KB на плочи). 
Као оперативни систем кориштен је MS-DOS, CP/M 86 опционо.

## Детаљни подаци
Детаљнији подаци о рачунару Pasopia 16 су дати у табели испод.
|                       |                                                                 |
| [ 1 ]                 |                                                                 |
| Произвођач            |                                                                 |
| Тип                   | професионални рачунар                                           |
| Меморија              | 192 (до 256 KB)                                                 |
| Поријекло             | Јапан                                                           |
| Година                | 1982                                                            |
| Тастатура             | 103 тастера, тастатура са пуним помаком тастера (QWERTY/AZERTY) |
| Процесор              | 8088                                                            |
| Фреквенција процесора | 4,77                                                            |
| RAM                   | 192 (до 256 на плочи)                                           |
| ROM                   | 4 KB                                                            |
| Текст                 | 40 x 25 / 80 x 25                                               |
| Графика               | 320x200, 640x200, 540x400, 640x500                              |
| Боја                  | 8                                                               |
| Звук                  | непознато                                                       |
| Димензије             | непознато                                                       |
| Портови               |                                                                 |
| Оперативни систем     | опционо                                                         |